# هموردایی عام
در فیزیک نظری، هموردایی عام (به انگلیسی: General covariance) که به نام‌های هموردایی دیفئومورفیسم و ناوردایی عام نیز شناخته می‌شود، ناوردایی شکل قوانین فیزیکی در تبدیلات مختصات دیفرانسیل پذیر دلخواه، می‌باشد. ایده اساسی این است که مختصات به‌طور پیش‌فرض در طبیعت وجود ندارند بلکه مصنوعاتی هستند که برای توصیف طبیعت به کار می‌روند و از این رو نباید در فرمولبندی قوانین بنیادی فیزیک نقشی داشته باشند.
یک قانون فیزیکی که به صورت هموردای عام تعریف می‌شود، در تمام دستگاه‌های مختصات شکل ریاضی آن ثابت می‌ماند  و معمولاً بر حسب میدان‌های تانسوری بیان می‌شود. نظریه کلاسیک(غیرکوانتومی) الکترودینامیک یکی از نظریه‌هایی است که از چنین فرمولبندی برخوردار است.
آلبرت اینشتین این اصل را برای نظریه نسبیت خاص خود پیشنهاد نمود، هر چند که نظریه محدود به دستگاه‌های مختصات فضازمانی بود که با سرعت یکنواخت نسبت به یکدیگر حرکت می‌کردند. اینشتین متوجه شد که می‌توان اصل نسبیت عام را برای دستگاه‌های که نسبت به یکدیگر حرکت شتابدار دارند، نیز به کار برد. او از ابزار تازه به وجود آمده حساب تانسوری بهره برد تا بتواند هموردایی لورنتز در نسبیت خاص (که تنها در مورد چارچوب‌های لخت کاربرد داشت) را به شکل عمومی تر هموردایی محلی لورنتز نوشت (که در مورد تمام چارچوب‌ها کاربرد دارد)، و نظریه نسبیت عام را بنا نهاد. در این نظریه، کاهش محلی تانسور متریک عمومی به متریک مینکوفسکی متناظر با حرکت سقوط آزاد است و در نتیجه این نظریه گرانش را نیز در بر می‌گیرد.
بسیاری از کارهایی که در زمینه نظریه‌های میدان یکپارچه کلاسیک انجام شد شامل تلاش‌هایی در زمینه گسترش نظریه نسبیت عام و افزودن الکترومغناطیس به آن بود که در چارچوب هموردایی عام انجام می‌شدند.

## واژه‌شناسی
فرهنگستان زبان فارسی، وردیدن از ریشه باستانی ورت (ورتیدن)، را به جای فعل to varry برگزیده است و از این فعل مشتقات وردایی(variance)،وردش(variation)، وردا(variant)، هم‌وردا(covariant)، هم وردایی(covariannce)، ناوردا(invariant)، ناوردایی(invariance)، پادوردا(contravariance) را برساخته است.

## یادداشتها
1. ↑  More precisely, only coordinate systems related through sufficiently differentiable transformations are considered.